# Italochrysa bimaculata
Italochrysa bimaculata är en insektsart som beskrevs av Hölzel 1980. Italochrysa bimaculata ingår i släktet Italochrysa och familjen guldögonsländor. Inga underarter finns listade i Catalogue of Life.